# Habib's
Habib's es una red de comida rápida de comida árabe en Brasil, con 305 restaurantes distribuidos por todo el país.
La primera fue inaugurada en 1988 en la ciudad de São Paulo y tenía como item principal de la carta la comida árabe, como la sfiha, kibbeh y beirut. Con el crecimiento de la red la carta se diversificó y hoy cuenta con más de sesenta productos, desde sándwiches hasta helados, volviéndose parte de la cultura paulistana.

## Historia
El restaurante de comidas típicas árabes "nació" en la ciudad de São Paulo.
El crecimiento de la red Habib's se mezcla con a historia de su fundador, António Alberto Saraiva, un empresario luso-brasileño nacido en Portugal, que comenzó en 1988 con una pequeña casa en la calle Cerro Corá, en la ciudad de São Paulo.
Hoy el dueño de la red Habib's está entre los hombres más ricos del Brasil.
Habib's está presente en casi todo el territorio brasileño y en Portugal. Tuvo sucursales en México del año 2001 al 2004. Es la mayor red de comida rápida árabe en el mundo y la tercera mayor red de comida rápida del Brasil.

## Véase también

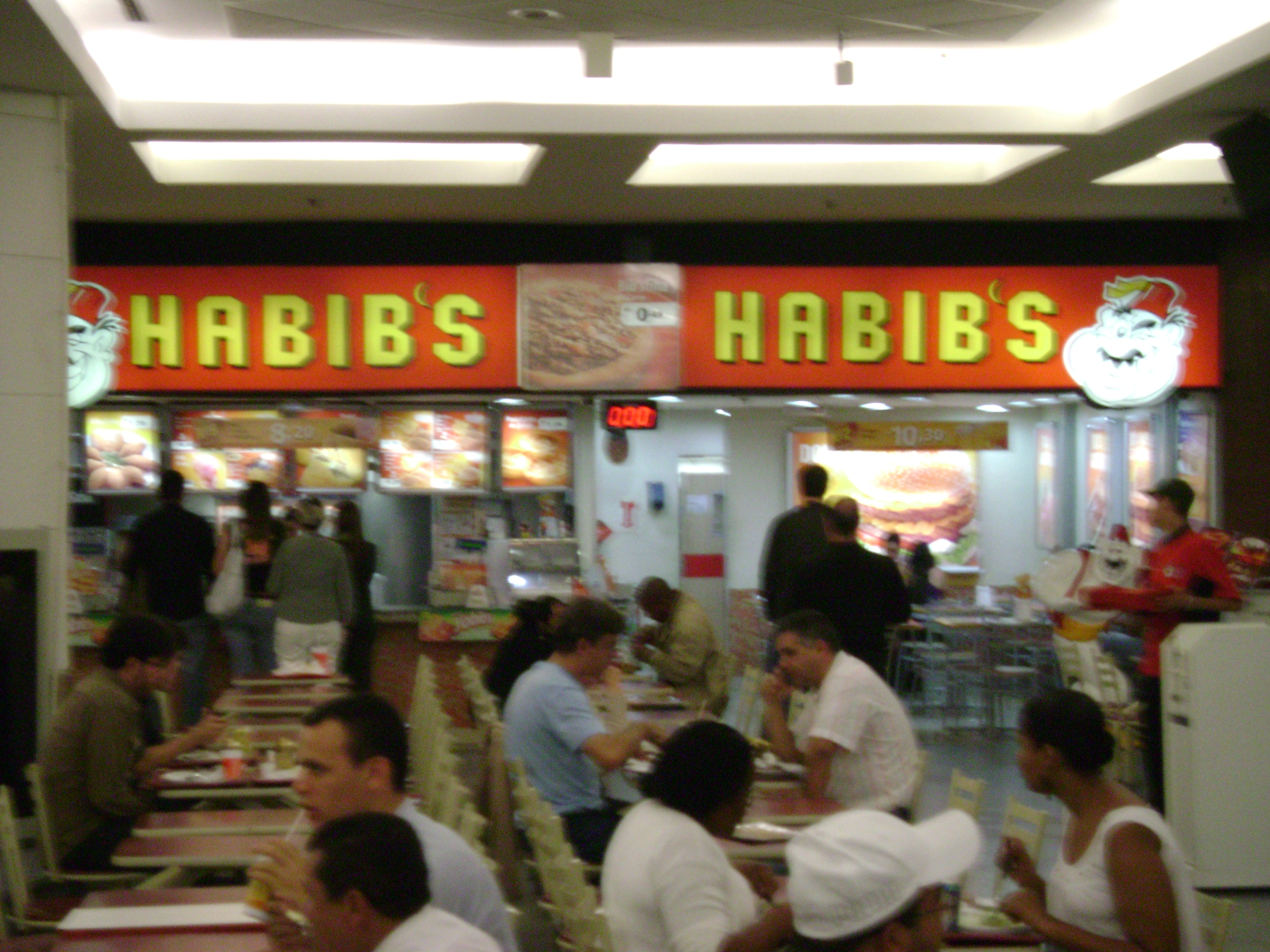
Sucursal de Habib's en el Shopping Cidade, en Belo Horizonte.